# Заручье (Большесельский район)
Заручье — деревня в Большесельском сельском поселении Большесельского района Ярославской области.

## География
Деревня расположена в центре района, на расстоянии около 3 км к востоку от районного центра Большое Село. Она стоит на правом берегу небольшого безымянного ручья, левого притока Юхоти, имеющего устье на 1 км выше устья реки Молокша. Деревня удалена от берега Юхоти примерно на 1 км к югу. Деревня стоит на небольшой поляне, окруженной лесом. К северо-западу от неё находится деревня Игрищи, на расстоянии 1 км к югу деревня Васино.

## История
На плане Генерального межевания Борисоглебского уезда 1792 года на месте этой деревни обозначено село Петровское, а ручей назван Щелкомой. В 1825 году Борисоглебский уезд был объединён с Романовским уездом. 
Церковь села Петровского, что в Заручье, существовала с 1812 года. Престолов было два: Св. Пророка Илии и Святителя и Чудотворца Николая.
В конце XIX — начале XX село Петровское входило в состав Якимковской волости Угличского уезда Ярославской губернии. 
С 1929 года деревня Заручье входила в состав Большесельского сельсовета Угличского района, с 1935 года — в составе Большесельского района, с 2005 года — в составе Большесельского сельского поселения.

## Население
| 1859 | 1914 | 2007 | 2010 |
| ---- | ---- | ---- | ---- |
| 18   | ↗19  | ↘4   | ↘3   |

## Известные люди
В этом населенном пункте в родился Герой Социалистического труда Королёв, Николай Александрович.